# Banco de Galicia
Banco de Galicia este o arie protejată (sit de importanță comunitară — SCI) din Spania întinsă pe o suprafață de 1.023.511,83 ha, integral marine.

## Localizare
Centrul sitului Banco de Galicia este situat la coordonatele 42°44′02″N 11°47′43″W / 42.7338°N 11.7952°V.

## Înființare
Situl Banco de Galicia a fost declarat sit de importanță comunitară în iulie 2014 pentru a proteja 2 specii de animale.

## Biodiversitate
Situată în ecoregiunile atlantică și marină Atlantică, aria protejată conține 1 habitat natural: Recifuri.
La baza desemnării sitului se află mai multe specii protejate:
- mamifere (1): delfin mare (Tursiops truncatus)
- reptile (1): Caretta caretta

Pe lângă speciile protejate, pe teritoriul sitului au mai fost identificate 10 specii de mamifere, 157 de specii de nevertebrate, 68 de specii de pești.